# Dead Letter Circus
I Dead Letter Circus sono un gruppo musicale alternative rock australiano originario di Brisbane e formatosi nel 2005.

## Storia del gruppo
Il gruppo ha ottenuto un ottimo successo in Australia con il suo primo album, datato 2010. Si è formato a Brisbane (Queensland) e hanno ufficialmente debuttato nel 2007 con un EP, contenente sei tracce. Nel 2008 è uscito un altro EP. Il disco This Is the Warning (2010), prodotto da Forrester Savell, ha raggiunto la seconda posizione della ARIA Charts. Dopo un cambio di formazione hanno pubblicato The Catalyst Fire (agosto 2013), che ha replicato il successo del precedente.

## Influenze
Tra i gruppi maggiormente influenti sullo stile del gruppo vi sono Faith No More, Muse, Mars Volta e Radiohead.

## Formazione
Attuale
- Kim Benzie - voce (dal 2005)
- Stewart Hill - basso (dal 2005)
- Luke Williams - batteria, voce (dal 2008)
- Tom Skerlj - chitarra, tastiere, percussioni (dal 2011)
- Clint Vincent - chitarra (dal 2013)

Ex membri
- Scott Davey - batteria (2005-2008)
- Rob Maric - chitarra (2005-2012)

## Discografia
Album in studio
- 2010 - This Is the Warning
- 2013 - The Catalyst Fire
- 2015 - Aesthesis
- 2018 - Dead Letter Circus

EP
- 2007 - Dead Letter Circus
- 2008 - Next in Line